# Nefrolepis

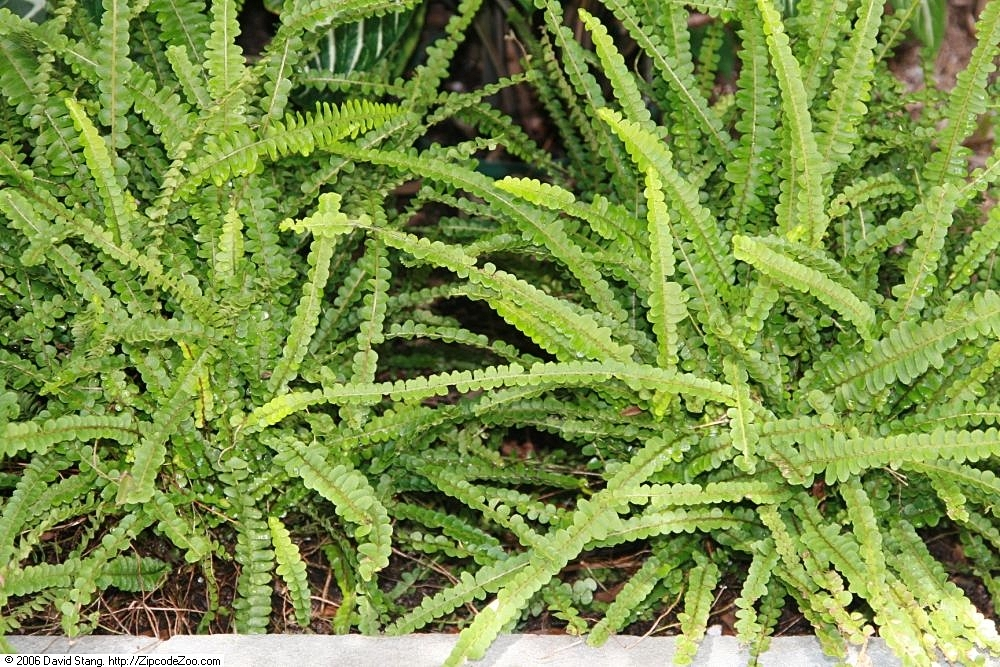
Nephrolepis cordifolia

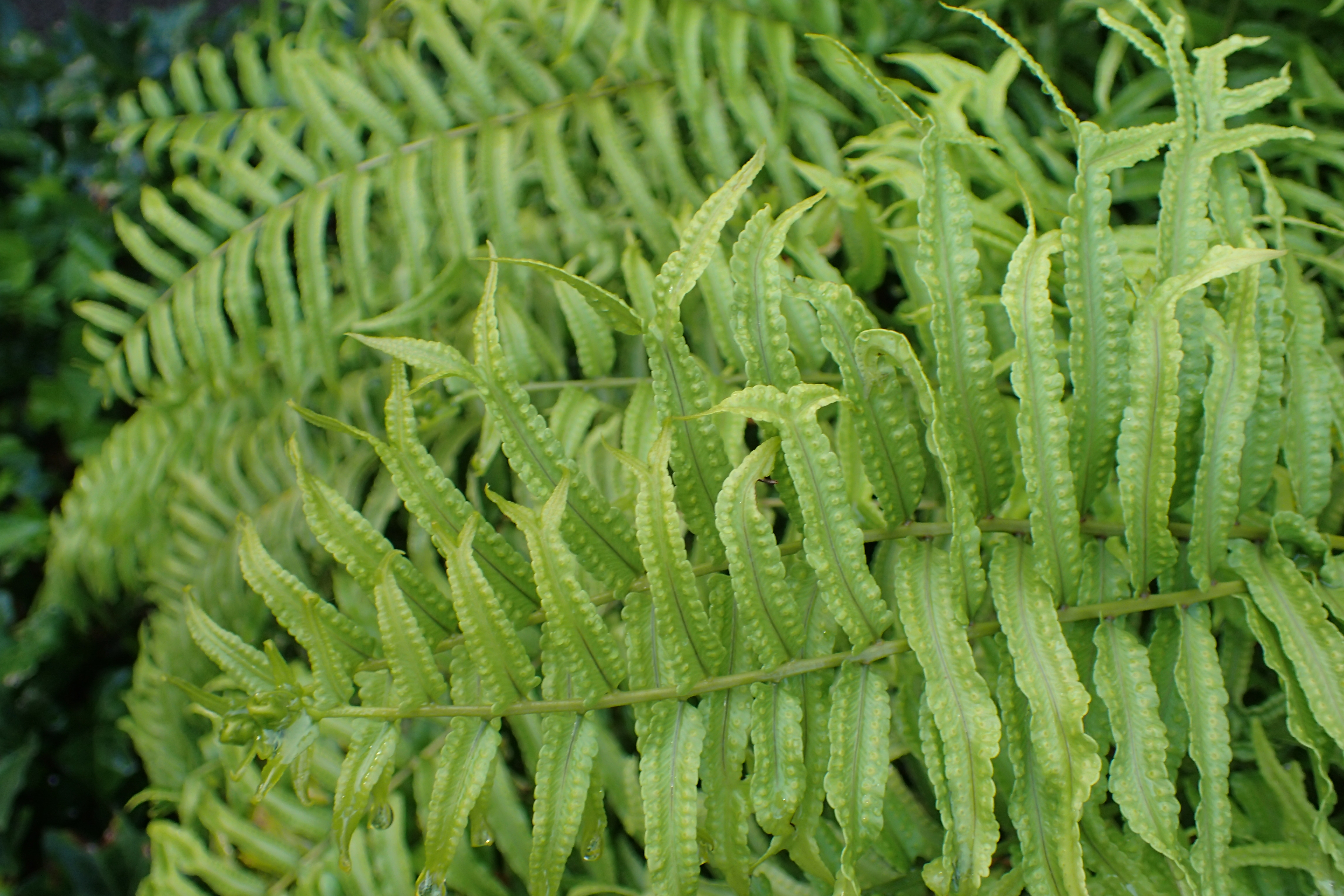
Nephrolepis biserrata

Nefrolepis, nerczyłusk (Nephrolepis) – rodzaj paproci zaliczany do monotypowej rodziny Nephrolepidaceae. Obejmuje 19 gatunków (baza Plants of the World online wymienia 28, w tym 5 pochodzenia mieszańcowego). Zasięg tych roślin obejmuje całą strefę międzyzwrotnikową, najdalej na północ sięgając po Półwysep Koreański i Wyspy Japońskie, a na południu po Wyspę Północną na Nowej Zelandii. W Polsce nie rosną dziko przedstawiciele tego rodzaju, niektóre gatunki są uprawiane jako ozdobne rośliny pokojowe.
Nazwa rodzajowa pochodzi od nerkowatego kształtu  zawijek osłaniających kupki zarodni (nephros = nerka, lepis = łuska).

## Systematyka
Synonimy
Lepidoneuron Fée, Leptopleuron C. Presl, Lindsayoides Nakai
Rodzaj w systemie Smitha i in. (2006) zaliczony został (prowizorycznie) jako jeden z czterech do rodziny Lomariopsidaceae. W systemie PPG I (2016) tworzy monotypową rodzinę Nephrolepidaceae Pic.Serm., Webbia 29(1) 8–11. 1975. Rodzaj (i tym samym rodzina) mają potwierdzony badaniami molekularnymi charakter monofiletyczny.
Wykaz gatunków
- Nephrolepis abrupta (Bory) Mett.
- Nephrolepis acutifolia (Desv.) Christ
- Nephrolepis arida D.L.Jones
- Nephrolepis arthropteroide s G.Kunkel
- Nephrolepis ×averyi Nauman
- Nephrolepis biserrata (Sw.) Schott
- Nephrolepis brownii (Desv.) Hovenkamp & Miyam.
- Nephrolepis ×copelandii W.H.Wagner
- Nephrolepis cordifolia (L.) C.Presl – nefrolepis sercolistny[5]
- Nephrolepis davalliae Alderw.
- Nephrolepis davallioides Kunze
- Nephrolepis dicksonioides Christ
- Nephrolepis equilatera A.Rojas
- Nephrolepis exaltata (L.) Schott – nefrolepis wyniosły[5]
- Nephrolepis falcata (Cav.) C.Chr.
- Nephrolepis falciformis J.Sm.
- Nephrolepis flexuosa Colenso
- Nephrolepis grayumiana A.Rojas
- Nephrolepis ×hippocrepicis Miyam.
- Nephrolepis hirsutula (Forst.) C.Presl
- Nephrolepis kuroiwae Makino
- Nephrolepis lauterbachii (Christ) Christ
- Nephrolepis ×medlerae W.H.Wagner
- Nephrolepis obliterata J.Sm.
- Nephrolepis obtusiloba A.Rojas
- Nephrolepis paludosa (Raddi) Sehnem
- Nephrolepis pectinata (Willd.) Schott
- Nephrolepis pendula J.Sm.
- Nephrolepis pickelii Rosenst. ex A.Samp.
- Nephrolepis ×pseudobiserrata Miyam.
- Nephrolepis radicans (Burm.) Kuhn
- Nephrolepis rivularis (Vahl) Mett.
- Nephrolepis undulata J.Sm.